# Chiara Lubich
Chiara Lubich, född Silvia Lubich 22 januari 1920 i Trento i Italien, död 14 mars 2008 i Rocca di Papa, grundade 1943 den katolska lekmannarörelsen Focolare. Rörelsen har cirka 140 000 medlemmar i 182 länder.